# Argenis Gómez
Argenis José Gómez Ortega (Ciudad Bolívar, Estado Bolívar, Venezuela; 23 de noviembre de 1987) es un futbolista venezolano que juega como centrocampista en el Angostura Fútbol Club de la Primera División de Venezuela.

## Trayectoria

### Profesional
| Club                | País      | Año       | Partidos | Goles |
| ------------------- | --------- | --------- | -------- | ----- |
| Mineros de Guayana  | Venezuela | 2006-2007 | 5        | 0     |
| Atlético Trujillo   | Venezuela | 2008      | 3        | 3     |
| Deportivo La Guaira | Venezuela | 2009-2011 | 22       | 4     |
| ACD Lara            | Venezuela | 2012      | 5        | 1     |
| Tucanes FC          | Venezuela | 2013-2014 | 34       | 12    |
| Trujillanos FC      | Venezuela | 2014-2015 | 32       | 4     |
| Mineros de Guayana  | Venezuela | 2015      | 7        | 1     |
| Deportivo La Guaira | Venezuela | 2016      |          |       |

|Mineros de Guayana
| Venezuela
|2016-Actual
|
|
|}